# Ascenso Femenino 2025
El Ascenso Femenino 2025 es la sexta edición del torneo de Primera B de Fútbol Femenino de chile, el campeonato lo organiza la Asociación Nacional de Fútbol Profesional.
Las novedades para este torneo, es la inclusión de Deportes Concepción, que vuelve a formar parte del fútbol femenino a nivel adulto.
Además de la inclusión de Cobresal y Deportes Antofagasta, provenientes de la Primera División, tras el descenso en la temporada anterior. Además, a los 2 equipos mencionados, se suma también Deportes Concepción, que debuta en la categoría y en el fútbol femenino, debido al ascenso del equipo masculino del club lila a la Primera B masculina.
Junto con esto, se suma el retiro para esta temporada del Fernández Vial y Barnechea, que dejan de formar parte del fútbol femenino, pasando así de 20 equipos en la temporada anterior a solo 18.

## Sistema
El Campeonato se desarrollará en tres grupos, cuya composición está determinada de acuerdo a la ubicación geográfica del lugar de funcionamiento de los equipos.
En el grupo norte y grupo centro se jugarán 20 fechas, bajo el sistema conocido como todos contra todos, en 4 ruedas de 5 fechas cada una; mientras en el grupo sur jugarán 21 fechas, en 3 ruedas de 7 partidos cada una
Al final de la fase regular, avanzarán a la liguilla por el título los 3 ganadores de cada grupo, además clasificarán los 5 mejores equipos de la Tabla de Promedios 2025, que tendrá como factor de ordenamiento de la misma, la división entre puntos obtenidos y partidos jugados por cada equipo en su grupo.
En la liguilla se enfrentarán en llaves de eliminación directa, en un partido único, actuando de local el equipo que haya obtenido el primer lugar de su grupo o clasificado con mejor promedio. 
Se proclamará Campeón de la categoría el club que gane la final de la liguilla por el título, logrando el ascenso a la primera división para la siguiente temporada, además, el club que termine como subcampeón, también lograra el ascenso.
Al ser la última Categoría, no cuenta con descensos.

## Relevos
| Pos | a Primera División |
| --- | ------------------ |
| 1   | Huachipato         |
| 2   | Santiago Wanderers |
| 3.° | Deportes Recoleta  |

| Pos  | a Primera B          |
| ---- | -------------------- |
| 12.° | Cobresal             |
| 13.° | Deportes Antofagasta |

| Pos | a Primera División |
| --- | ------------------ |
| 1   | Huachipato         |
| 2   | Santiago Wanderers |
| 3.° | Deportes Recoleta  |

| Pos  | a Primera B          |
| ---- | -------------------- |
| 12.° | Cobresal             |
| 13.° | Deportes Antofagasta |

| Pos  | a Primera B         |
| ---- | ------------------- |
| Acep | Deportes Concepción |

| Pos  | Retirados      |
| ---- | -------------- |
| Ret. | Fernández Vial |
| Ret. | Barnechea      |

| Pos  | a Primera B         |
| ---- | ------------------- |
| Acep | Deportes Concepción |

| Pos  | Retirados      |
| ---- | -------------- |
| Ret. | Fernández Vial |
| Ret. | Barnechea      |

## Localización
| Equipo               | Región             | Ciudad       |
| -------------------- | ------------------ | ------------ |
| San Marcos de Arica  | Arica y Parinacota | Arica        |
| Deportes Antofagasta | Antofagasta        | Antofagasta  |
| Cobreloa             | Antofagasta        | Calama       |
| Deportes Copiapó     | Atacama            | Copiapó      |
| Deportes La Serena   | Coquimbo           | La Serena    |
| Deportes Limache     | Valparaíso         | Limache      |
| San Luis de Quillota | Valparaíso         | Quillota     |
| Unión La Calera      | Valparaíso         | La Calera    |
| Unión San Felipe     | Valparaíso         | San Felipe   |
| Cobresal             | Metropolitana      | Puente Alto  |
| Magallanes           | Metropolitana      | San Bernardo |
| O'Higgins            | O'Higgins          | Rancagua     |
| Deportes Santa Cruz  | O'Higgins          | Santa Cruz   |
| Curicó Unido         | Maule              | Curicó       |
| Rangers              | Maule              | Talca        |
| Ñublense             | Ñuble              | Chillán      |
| Deportes Concepción  | Biobío             | Concepción   |
| Deportes Temuco      | Araucanía          | Temuco       |

| Cobresal Magallanes \| Unión La Calera San Luis de Quillota Unión San Felipe Deportes Limache \| |
| Unión La Calera San Luis de Quillota Unión San Felipe Deportes Limache                           |

| Unión La Calera San Luis de Quillota Unión San Felipe Deportes Limache |

## Información
| Equipo               | Ciudad                  | Entrenador            | Estadio                               |
| -------------------- | ----------------------- | --------------------- | ------------------------------------- |
| Cobreloa             | Calama                  | Luis Alegría          | Centro Deportivo Cobreloa             |
| Cobresal             | Santiago (Puente Alto)  | Manuel González       | Municipal de Puente Alto              |
| Curicó Unido         | Curicó                  | Miguel Ormazábal      | Complejo Deportivo Raúl Narváez Gómez |
| Deportes Antofagasta | Antofagasta             | Fabián Castillo       | Cancha N5, Calvo y Bascuñán           |
| Deportes Concepción  | Concepción              | Antonio Zaracho       | Municipal Las Golondrinas             |
| Deportes Copiapó     | Copiapó                 | Raúl Carrizo          | Luis Valenzuela Hermosilla            |
| Deportes La Serena   | La Serena               | Diego Álvarez         | La Portada                            |
| Deportes Limache     | Limache                 | Octavio Zuleta        | Ángel Navarrete Candia                |
| Deportes Santa Cruz  | Santa Cruz              | Juan Parraguez        | Joaquín Muñoz García                  |
| Deportes Temuco      | Temuco                  | Luis Olivares         | Complejo M11 Labranza                 |
| Magallanes           | Santiago (San Bernardo) | Guillermo Velozo      | Luis Navarro Avilés                   |
| Ñublense             | Chillán                 | Fernando Arteaga      | Complejo Paso Alejo                   |
| O'Higgins            | Rancagua                | Manuel Alarcón        | Monasterio Celeste                    |
| Rangers              | Talca                   | Gonzalo Núñez         | Fiscal de Talca                       |
| San Luis de Quillota | Quillota                | Mariano Leyton        | Lucio Fariña Fernández                |
| San Marcos de Arica  | Arica                   | Cristopher Gary López | Complejo Valle Nuevo                  |
| Unión La Calera      | La Calera (Hijuelas)    | Luciano Poggi         | Complejo Mirador de la Febre          |
| Unión San Felipe     | San Felipe              | Ricardo González      | Complejo Deportivo Unión San Felipe   |

## Clasificación

### Zona Norte
| Pos. | Equipo               | Pts. | PJ | G | E | P | GF | GC | Dif. |  |
| ---- | -------------------- | ---- | -- | - | - | - | -- | -- | ---- |  |
| 1    | Cobreloa             | 31   | 16 | 9 | 4 | 3 | 21 | 9  | +12  |  |
| 2    | Deportes La Serena   | 22   | 16 | 6 | 4 | 6 | 23 | 22 | +1   |  |
| 3    | Deportes Antofagasta | 21   | 16 | 5 | 6 | 5 | 19 | 18 | +1   |  |
| 4    | Deportes Copiapó     | 19   | 16 | 5 | 4 | 7 | 17 | 25 | −8   |  |
| 5    | San Marcos de Arica  | 16   | 16 | 4 | 4 | 8 | 21 | 27 | −6   |  |

Actualizado a los partidos jugados el 9 de agosto de 2025.
 Fuente: ANFP y Campeonato Chileno
     Accede a los cuartos de final.

### Resultados
| Fecha 1                     | Fecha 1   | Fecha 1            | Fecha 1     | Fecha 1     | Fecha 1 |
| Local                       | Resultado | Visita             | Estadio     | Fecha       | Hora    |
| --------------------------- | --------- | ------------------ | ----------- | ----------- | ------- |
| San Marcos de Arica         | 3 - 0     | Deportes La Serena | Valle Nuevo | 15 de marzo | 18:00   |
| Cobreloa                    | 1 - 0     | Deportes Copiapó   | CD Cobreloa | 16 de marzo | 14:00   |
| Libre: Deportes Antofagasta |           |                    |             |             |         |

| Fecha 2            | Fecha 2   | Fecha 2              | Fecha 2         | Fecha 2     | Fecha 2 |
| Local              | Resultado | Visita               | Estadio         | Fecha       | Hora    |
| ------------------ | --------- | -------------------- | --------------- | ----------- | ------- |
| Deportes Copiapó   | 2 - 1     | San Marcos de Arica  | Luis Valenzuela | 23 de marzo | 10:30   |
| Deportes La Serena | 0 - 0     | Deportes Antofagasta | La Portada      | 23 de marzo | 16:00   |
| Libre: Cobreloa    |           |                      |                 |             |         |

| Fecha 3                   | Fecha 3   | Fecha 3          | Fecha 3            | Fecha 3     | Fecha 3 |
| Local                     | Resultado | Visita           | Estadio            | Fecha       | Hora    |
| ------------------------- | --------- | ---------------- | ------------------ | ----------- | ------- |
| Deportes Antofagasta      | 0 - 0     | Deportes Copiapó | Complejo Municipal | 28 de marzo | 11:00   |
| San Marcos de Arica       | 0 - 1     | Cobreloa         | Carlos Dittborn    | 30 de marzo | 11:00   |
| Libre: Deportes La Serena |           |                  |                    |             |         |

| Fecha 4                    | Fecha 4   | Fecha 4              | Fecha 4         | Fecha 4     | Fecha 4 |
| Local                      | Resultado | Visita               | Estadio         | Fecha       | Hora    |
| -------------------------- | --------- | -------------------- | --------------- | ----------- | ------- |
| Deportes Copiapó           | 3 - 2     | Deportes La Serena   | Luis Valenzuela | 12 de abril | 11:00   |
| Cobreloa                   | 1 - 0     | Deportes Antofagasta | CD Cobreloa     | 12 de abril | 13:30   |
| Libre: San Marcos de Arica |           |                      |                 |             |         |

| Fecha 5                 | Fecha 5   | Fecha 5             | Fecha 5            | Fecha 5     | Fecha 5 |
| Local                   | Resultado | Visita              | Estadio            | Fecha       | Hora    |
| ----------------------- | --------- | ------------------- | ------------------ | ----------- | ------- |
| Deportes Antofagasta    | 1 - 1     | San Marcos de Arica | Complejo Municipal | 18 de abril | 10:00   |
| Deportes La Serena      | 0 - 2     | Cobreloa            | Los Llanos         | 19 de abril | 10:00   |
| Libre: Deportes Copiapó |           |                     |                    |             |         |

| Fecha 6              | Fecha 6   | Fecha 6            | Fecha 6                     | Fecha 6     | Fecha 6 |
| Local                | Resultado | Visita             | Estadio                     | Fecha       | Hora    |
| -------------------- | --------- | ------------------ | --------------------------- | ----------- | ------- |
| Deportes Antofagasta | 2 - 2     | Deportes La Serena | Calvo y Bascuñán - Cancha 3 | 26 de abril | 11:00   |
| San Marcos de Arica  | 3 - 0     | Deportes Copiapó   | Valle Nuevo                 | 26 de abril | 16:00   |
| Libre: Cobreloa      |           |                    |                             |             |         |

| Fecha 7                   | Fecha 7   | Fecha 7              | Fecha 7         | Fecha 7   | Fecha 7 |
| Local                     | Resultado | Visita               | Estadio         | Fecha     | Hora    |
| ------------------------- | --------- | -------------------- | --------------- | --------- | ------- |
| Deportes Copiapó          | 0 - 2     | Deportes Antofagasta | Luis Valenzuela | 3 de mayo | 11:00   |
| Cobreloa                  | 0 - 0     | San Marcos de Arica  | CD Cobreloa     | 4 de mayo | 13:00   |
| Libre: Deportes La Serena |           |                      |                 |           |         |

| Fecha 8                    | Fecha 8   | Fecha 8          | Fecha 8                     | Fecha 8    | Fecha 8    |
| Local                      | Resultado | Visita           | Estadio                     | Fecha      | Hora       |
| -------------------------- | --------- | ---------------- | --------------------------- | ---------- | ---------- |
| Deportes La Serena         | 1 - 1     | Deportes Copiapó | Los Llanos                  | 11 de mayo | 13:00      |
| Deportes Antofagasta       | 0 - 3     | Cobreloa         | Calvo y Bascuñán - Cancha 3 | Suspendido | Suspendido |
| Libre: San Marcos de Arica |           |                  |                             |            |            |

| Fecha 9                 | Fecha 9   | Fecha 9              | Fecha 9     | Fecha 9    | Fecha 9    |
| Local                   | Resultado | Visita               | Estadio     | Fecha      | Hora       |
| ----------------------- | --------- | -------------------- | ----------- | ---------- | ---------- |
| Cobreloa                | 1 - 2     | Deportes La Serena   | CD Cobreloa | 14 de mayo | 14:00      |
| San Marcos de Arica     | 0 - 3     | Deportes Antofagasta | Valle Nuevo | Suspendido | Suspendido |
| Libre: Deportes Copiapó |           |                      |             |            |            |

| Fecha 10                    | Fecha 10  | Fecha 10            | Fecha 10        | Fecha 10   | Fecha 10 |
| Local                       | Resultado | Visita              | Estadio         | Fecha      | Hora     |
| --------------------------- | --------- | ------------------- | --------------- | ---------- | -------- |
| Deportes La Serena          | 3 - 1     | San Marcos de Arica | Los Llanos      | 17 de mayo | 11:30    |
| Deportes Copiapó            | 0 - 0     | Cobreloa            | Luis Valenzuela | 18 de mayo | 12:00    |
| Libre: Deportes Antofagasta |           |                     |                 |            |          |

| Fecha 11                   | Fecha 11  | Fecha 11             | Fecha 11        | Fecha 11   | Fecha 11 |
| Local                      | Resultado | Visita               | Estadio         | Fecha      | Hora     |
| -------------------------- | --------- | -------------------- | --------------- | ---------- | -------- |
| Deportes Copiapó           | 2 - 1     | Deportes La Serena   | Luis Valenzuela | 23 de mayo | 12:00    |
| Cobreloa                   | 2 - 0     | Deportes Antofagasta | CD Cobreloa     | 25 de mayo | 14:00    |
| Libre: San Marcos de Arica |           |                      |                 |            |          |

| Fecha 12                | Fecha 12  | Fecha 12            | Fecha 12                    | Fecha 12   | Fecha 12 |
| Local                   | Resultado | Visita              | Estadio                     | Fecha      | Hora     |
| ----------------------- | --------- | ------------------- | --------------------------- | ---------- | -------- |
| Deportes La Serena      | 2 - 1     | Cobreloa            | Los Llanos                  | 7 de junio | 11:00    |
| Deportes Antofagasta    | 5 - 1     | San Marcos de Arica | Calvo y Bascuñán - Cancha 3 | 7 de junio | 12:30    |
| Libre: Deportes Copiapó |           |                     |                             |            |          |

| Fecha 13                    | Fecha 13  | Fecha 13           | Fecha 13    | Fecha 13    | Fecha 13 |
| Local                       | Resultado | Visita             | Estadio     | Fecha       | Hora     |
| --------------------------- | --------- | ------------------ | ----------- | ----------- | -------- |
| San Marcos de Arica         | 0 - 1     | Deportes La Serena | Valle Nuevo | 14 de junio | 10:30    |
| Cobreloa                    | 4 - 1     | Deportes Copiapó   | CD Cobreloa | 15 de junio | 14:00    |
| Libre: Deportes Antofagasta |           |                    |             |             |          |

| Fecha 14           | Fecha 14  | Fecha 14             | Fecha 14        | Fecha 14    | Fecha 14 |
| Local              | Resultado | Visita               | Estadio         | Fecha       | Hora     |
| ------------------ | --------- | -------------------- | --------------- | ----------- | -------- |
| Deportes La Serena | 1 - 1     | Deportes Antofagasta | Los Llanos      | 20 de junio | 11:00    |
| Deportes Copiapó   | 3 - 2     | San Marcos de Arica  | Luis Valenzuela | 21 de junio | 12:00    |
| Libre: Cobreloa    |           |                      |                 |             |          |

| Fecha 15                  | Fecha 15  | Fecha 15         | Fecha 15                 | Fecha 15   | Fecha 15 |
| Local                     | Resultado | Visita           | Estadio                  | Fecha      | Hora     |
| ------------------------- | --------- | ---------------- | ------------------------ | ---------- | -------- |
| Deportes Antofagasta      | 1 - 0     | Deportes Copiapó | C. y Bascuñán - Cancha 5 | 4 de julio | 10:00    |
| San Marcos de Arica       | 2 - 1     | Cobreloa         | Valle Nuevo              | 5 de julio | 10:30    |
| Libre: Deportes La Serena |           |                  |                          |            |          |

| Fecha 16                | Fecha 16  | Fecha 16             | Fecha 16    | Fecha 16    | Fecha 16 |
| Local                   | Resultado | Visita               | Estadio     | Fecha       | Hora     |
| ----------------------- | --------- | -------------------- | ----------- | ----------- | -------- |
| San Marcos de Arica     | 4 - 1     | Deportes Antofagasta | Valle Nuevo | 12 de julio | 10:30    |
| Cobreloa                | 1 - 0     | Deportes La Serena   | CD Cobreloa | 13 de julio | 14:00    |
| Libre: Deportes Copiapó |           |                      |             |             |          |

| Fecha 17                    | Fecha 17  | Fecha 17            | Fecha 17        | Fecha 17    | Fecha 17 |
| Local                       | Resultado | Visita              | Estadio         | Fecha       | Hora     |
| --------------------------- | --------- | ------------------- | --------------- | ----------- | -------- |
| Deportes La Serena          | 4 - 1     | San Marcos de Arica | Los Llanos      | 19 de julio | 10:30    |
| Deportes Copiapó            | 1 - 2     | Cobreloa            | Luis Valenzuela | 19 de julio | 13:00    |
| Libre: Deportes Antofagasta |           |                     |                 |             |          |

| Fecha 18             | Fecha 18  | Fecha 18           | Fecha 18                 | Fecha 18    | Fecha 18 |
| Local                | Resultado | Visita             | Estadio                  | Fecha       | Hora     |
| -------------------- | --------- | ------------------ | ------------------------ | ----------- | -------- |
| San Marcos de Arica  | 2 - 2     | Deportes Copiapó   | Valle Nuevo              | 25 de julio | 14:00    |
| Deportes Antofagasta | 2 - 1     | Deportes La Serena | C. Y Bascuñán - Cancha 5 | 26 de julio | 10:30    |
| Libre: Cobreloa      |           |                    |                          |             |          |

| Fecha 19                  | Fecha 19  | Fecha 19             | Fecha 19        | Fecha 19    | Fecha 19 |
| Local                     | Resultado | Visita               | Estadio         | Fecha       | Hora     |
| ------------------------- | --------- | -------------------- | --------------- | ----------- | -------- |
| Deportes Copiapó          | 1 - 0     | Deportes Antofagasta | Luis Valenzuela | 2 de agosto | 12:00    |
| Cobreloa                  | 0 - 0     | San Marcos de Arica  | CD Cobreloa     | 2 de agosto | 15:00    |
| Libre: Deportes La Serena |           |                      |                 |             |          |

| Fecha 20                   | Fecha 20  | Fecha 20         | Fecha 20                 | Fecha 20    | Fecha 20 |
| Local                      | Resultado | Visita           | Estadio                  | Fecha       | Hora     |
| -------------------------- | --------- | ---------------- | ------------------------ | ----------- | -------- |
| Deportes Antofagasta       | 1 - 1     | Cobreloa         | C. Y Bascuñán - Cancha 3 | 9 de agosto | 12:00    |
| Deportes La Serena         | 3 - 1     | Deportes Copiapó | Los Llanos               | 9 de agosto | 15:00    |
| Libre: San Marcos de Arica |           |                  |                          |             |          |

### Zona Centro
| Pos. | Equipo               | Pts. | PJ | G  | E | P  | GF | GC | Dif. |  |
| ---- | -------------------- | ---- | -- | -- | - | -- | -- | -- | ---- |  |
| 1    | Magallanes           | 48   | 20 | 15 | 3 | 2  | 41 | 10 | +31  |  |
| 2    | Cobresal             | 45   | 20 | 13 | 6 | 1  | 34 | 12 | +22  |  |
| 3    | Deportes Limache     | 34   | 20 | 10 | 4 | 6  | 34 | 27 | +7   |  |
| 4    | San Luis de Quillota | 25   | 20 | 7  | 4 | 9  | 25 | 23 | +2   |  |
| 5    | Unión San Felipe     | 9    | 20 | 2  | 3 | 15 | 9  | 47 | −38  |  |
| 6    | Unión La Calera      | 8    | 20 | 2  | 2 | 16 | 10 | 34 | −24  |  |

Actualizado a los partidos jugados el 10 de agosto de 2025.
 Fuente: ANFP y Campeonato Chileno
     Accede a los cuartos de final.

### Resultados
| Fecha 1         | Fecha 1   | Fecha 1              | Fecha 1            | Fecha 1     | Fecha 1 |
| Local           | Resultado | Visita               | Estadio            | Fecha       | Hora    |
| --------------- | --------- | -------------------- | ------------------ | ----------- | ------- |
| Unión La Calera | 0 - 0     | Unión San Felipe     | Nicolás Chahuán    | 15 de marzo | 11:00   |
| Cobresal        | 1 - 1     | San Luis de Quillota | Puente Alto        | 16 de marzo | 11:00   |
| Magallanes      | 0 - 1     | Deportes Limache     | Bernardo O'Higgins | 16 de marzo | 13:00   |

| Fecha 2              | Fecha 2   | Fecha 2          | Fecha 2                | Fecha 2     | Fecha 2 |
| Local                | Resultado | Visita           | Estadio                | Fecha       | Hora    |
| -------------------- | --------- | ---------------- | ---------------------- | ----------- | ------- |
| Unión La Calera      | 1 - 2     | Magallanes       | Nicolás Chahuán        | 21 de marzo | 15:00   |
| Unión San Felipe     | 0 - 1     | Cobresal         | Complejo Deportivo USF | 22 de marzo | 11:00   |
| San Luis de Quillota | 2 - 0     | Deportes Limache | Lucio Fariña           | 23 de marzo | 10:30   |

| Fecha 3          | Fecha 3   | Fecha 3              | Fecha 3            | Fecha 3     | Fecha 3 |
| Local            | Resultado | Visita               | Estadio            | Fecha       | Hora    |
| ---------------- | --------- | -------------------- | ------------------ | ----------- | ------- |
| Deportes Limache | 4 - 2     | Unión San Felipe     | Angel Navarrete    | 29 de marzo | 12:30   |
| Cobresal         | 3 - 1     | Unión La Calera      | Puente Alto        | 30 de marzo | 11:00   |
| Magallanes       | 3 - 0     | San Luis de Quillota | Bernardo O'Higgins | 30 de marzo | 13:00   |

| Fecha 4          | Fecha 4   | Fecha 4              | Fecha 4                | Fecha 4     | Fecha 4 |
| Local            | Resultado | Visita               | Estadio                | Fecha       | Hora    |
| ---------------- | --------- | -------------------- | ---------------------- | ----------- | ------- |
| Unión La Calera  | 1 - 0     | San Luis de Quillota | Nicolás Chahuán        | 12 de abril | 12:15   |
| Cobresal         | 1 - 1     | Deportes Limache     | Puente Alto            | 13 de abril | 11:00   |
| Unión San Felipe | 0 - 1     | Magallanes           | Complejo Deportivo USF | 13 de abril | 11:00   |

| Fecha 5              | Fecha 5   | Fecha 5          | Fecha 5            | Fecha 5     | Fecha 5 |
| Local                | Resultado | Visita           | Estadio            | Fecha       | Hora    |
| -------------------- | --------- | ---------------- | ------------------ | ----------- | ------- |
| San Luis de Quillota | 0 - 0     | Unión San Felipe | Lucio Fariña       | 17 de abril | 12:00   |
| Magallanes           | 0 - 0     | Cobresal         | Bernardo O'Higgins | 18 de abril | 10:00   |
| Deportes Limache     | 3 - 0     | Unión La Calera  | Angel Navarrete    | 19 de abril | 13:00   |

| Fecha 6          | Fecha 6   | Fecha 6              | Fecha 6            | Fecha 6     | Fecha 6 |
| Local            | Resultado | Visita               | Estadio            | Fecha       | Hora    |
| ---------------- | --------- | -------------------- | ------------------ | ----------- | ------- |
| Magallanes       | 2 - 0     | Unión La Calera      | Bernardo O'Higgins | 25 de abril | 10:30   |
| Deportes Limache | 1 - 1     | San Luis de Quillota | Angel Navarrete    | 26 de abril | 13:00   |
| Cobresal         | 6 - 1     | Unión San Felipe     | Puente Alto        | 27 de abril | 11:00   |

| Fecha 7              | Fecha 7   | Fecha 7          | Fecha 7                | Fecha 7   | Fecha 7 |
| Local                | Resultado | Visita           | Estadio                | Fecha     | Hora    |
| -------------------- | --------- | ---------------- | ---------------------- | --------- | ------- |
| Unión La Calera      | 0 - 1     | Cobresal         | Nicolás Chahuán        | 2 de mayo | 11:00   |
| Unión San Felipe     | 1 - 4     | Deportes Limache | Complejo Deportivo USF | 3 de mayo | 15:00   |
| San Luis de Quillota | 1 - 2     | Magallanes       | Lucio Fariña           | 3 de mayo | 16:00   |

| Fecha 8              | Fecha 8   | Fecha 8          | Fecha 8          | Fecha 8    | Fecha 8 |
| Local                | Resultado | Visita           | Estadio          | Fecha      | Hora    |
| -------------------- | --------- | ---------------- | ---------------- | ---------- | ------- |
| Deportes Limache     | 2 - 2     | Cobresal         | Gustavo Ocaranza | 10 de mayo | 11:00   |
| Magallanes           | 7 - 0     | Unión San Felipe | Puente Alto      | 10 de mayo | 15:30   |
| San Luis de Quillota | 3 - 1     | Unión La Calera  | Lucio Fariña     | 11 de mayo | 11:00   |

| Fecha 9          | Fecha 9   | Fecha 9              | Fecha 9           | Fecha 9    | Fecha 9 |
| Local            | Resultado | Visita               | Estadio           | Fecha      | Hora    |
| ---------------- | --------- | -------------------- | ----------------- | ---------- | ------- |
| Unión La Calera  | 0 - 1     | Deportes Limache     | Nicolás Chahuán   | 14 de mayo | 10:45   |
| Cobresal         | 1 - 0     | Magallanes           | Puente Alto       | 14 de mayo | 11:00   |
| Unión San Felipe | 1 - 2     | San Luis de Quillota | Complejo Dep. USF | 14 de mayo | 12:00   |

| Fecha 10             | Fecha 10  | Fecha 10        | Fecha 10          | Fecha 10   | Fecha 10 |
| Local                | Resultado | Visita          | Estadio           | Fecha      | Hora     |
| -------------------- | --------- | --------------- | ----------------- | ---------- | -------- |
| Unión San Felipe     | 1 - 0     | Unión La Calera | Complejo Dep. USF | 17 de mayo | 10:00    |
| San Luis de Quillota | 0 - 1     | Cobresal        | Lucio Fariña      | 17 de mayo | 11:00    |
| Deportes Limache     | 2 - 2     | Magallanes      | Angel Navarrete   | 17 de mayo | 13:00    |

| Fecha 11         | Fecha 11  | Fecha 11             | Fecha 11           | Fecha 11   | Fecha 11 |
| Local            | Resultado | Visita               | Estadio            | Fecha      | Hora     |
| ---------------- | --------- | -------------------- | ------------------ | ---------- | -------- |
| Magallanes       | 1 - 0     | San Luis de Quillota | Bernardo O'Higgins | 23 de mayo | 10:30    |
| Deportes Limache | 5 - 0     | Unión San Felipe     | Angel Navarrete    | 24 de mayo | 13:00    |
| Cobresal         | 2 - 1     | Unión La Calera      | Puente Alto        | 25 de mayo | 11:00    |

| Fecha 12         | Fecha 12  | Fecha 12             | Fecha 12          | Fecha 12   | Fecha 12 |
| Local            | Resultado | Visita               | Estadio           | Fecha      | Hora     |
| ---------------- | --------- | -------------------- | ----------------- | ---------- | -------- |
| Unión La Calera  | 3 - 2     | San Luis de Quillota | Nicolás Chahuán   | 7 de junio | 10:45    |
| Unión San Felipe | 0 - 1     | Magallanes           | Complejo Dep. USF | 8 de junio | 10:00    |
| Cobresal         | 3 - 1     | Deportes Limache     | Puente Alto       | 8 de junio | 11:00    |

| Fecha 13             | Fecha 13  | Fecha 13         | Fecha 13           | Fecha 13    | Fecha 13 |
| Local                | Resultado | Visita           | Estadio            | Fecha       | Hora     |
| -------------------- | --------- | ---------------- | ------------------ | ----------- | -------- |
| Magallanes           | 2 - 1     | Cobresal         | Bernardo O'Higgins | 13 de junio | 10:30    |
| Deportes Limache     | 1 - 0     | Unión La Calera  | Ángel Navarrete    | 15 de junio | 12:00    |
| San Luis de Quillota | 2 - 0     | Unión San Felipe | Lucio Fariña       | 15 de junio | 16:00    |

| Fecha 14        | Fecha 14  | Fecha 14             | Fecha 14           | Fecha 14    | Fecha 14 |
| Local           | Resultado | Visita               | Estadio            | Fecha       | Hora     |
| --------------- | --------- | -------------------- | ------------------ | ----------- | -------- |
| Magallanes      | 3 - 1     | Deportes Limache     | Bernardo O'Higgins | 20 de junio | 11:00    |
| Unión La Calera | 0 - 0     | Unión San Felipe     | Jorge Hidalgo      | 20 de junio | 15:15    |
| Cobresal        | 1 - 1     | San Luis de Quillota | Puente Alto        | 22 de junio | 11:00    |

| Fecha 15             | Fecha 15  | Fecha 15         | Fecha 15          | Fecha 15   | Fecha 15 |
| Local                | Resultado | Visita           | Estadio           | Fecha      | Hora     |
| -------------------- | --------- | ---------------- | ----------------- | ---------- | -------- |
| Unión La Calera      | 1 - 2     | Magallanes       | Nicolás Chahuán   | 5 de julio | 11:00    |
| San Luis de Quillota | 0 - 1     | Deportes Limache | Lucio Fariña      | 6 de julio | 10:30    |
| Unión San Felipe     | 0 - 2     | Cobresal         | Complejo Dep. USF | 6 de julio | 11:00    |

| Fecha 16             | Fecha 16  | Fecha 16         | Fecha 16           | Fecha 16    | Fecha 16 |
| Local                | Resultado | Visita           | Estadio            | Fecha       | Hora     |
| -------------------- | --------- | ---------------- | ------------------ | ----------- | -------- |
| Magallanes           | 3 - 0     | Unión San Felipe | Bernardo O'Higgins | 11 de julio | 11:00    |
| Deportes Limache     | 0 - 1     | Cobresal         | Angel Navarrete    | 12 de julio | 13:00    |
| San Luis de Quillota | 3 - 1     | Unión La Calera  | Lucio Fariña       | 13 de julio | 17:00    |

| Fecha 17         | Fecha 17  | Fecha 17             | Fecha 17          | Fecha 17    | Fecha 17 |
| Local            | Resultado | Visita               | Estadio           | Fecha       | Hora     |
| ---------------- | --------- | -------------------- | ----------------- | ----------- | -------- |
| Unión San Felipe | 0 - 4     | San Luis de Quillota | Complejo Dep. USF | 19 de julio | 10:00    |
| Unión La Calera  | 0 - 3     | Deportes Limache     | Nicolás Chahuán   | 19 de julio | 11:00    |
| Cobresal         | 1 - 1     | Magallanes           | Puente Alto       | 20 de julio | 11:00    |

| Fecha 18             | Fecha 18  | Fecha 18        | Fecha 18          | Fecha 18    | Fecha 18 |
| Local                | Resultado | Visita          | Estadio           | Fecha       | Hora     |
| -------------------- | --------- | --------------- | ----------------- | ----------- | -------- |
| Unión San Felipe     | 1 - 0     | Unión La Calera | Complejo Dep. USF | 26 de julio | 10:00    |
| San Luis de Quillota | 0 - 1     | Cobresal        | Lucio Fariña      | 26 de julio | 11:00    |
| Deportes Limache     | 0 - 4     | Magallanes      | Ángel Navarrete   | 26 de julio | 12:00    |

| Fecha 19         | Fecha 19  | Fecha 19             | Fecha 19           | Fecha 19    | Fecha 19   |
| Local            | Resultado | Visita               | Estadio            | Fecha       | Hora       |
| ---------------- | --------- | -------------------- | ------------------ | ----------- | ---------- |
| Magallanes       | 1 - 0     | Unión La Calera      | Bernardo O'Higgins | 1 de agosto | 10:30      |
| Cobresal         | 2 - 0     | Unión San Felipe     | Puente Alto        | 3 de agosto | 11:00      |
| Deportes Limache | 0 - 3     | San Luis de Quillota | Ángel Navarrete    | Suspendido  | Suspendido |

| Fecha 20             | Fecha 20  | Fecha 20         | Fecha 20           | Fecha 20     | Fecha 20 |
| Local                | Resultado | Visita           | Estadio            | Fecha        | Hora     |
| -------------------- | --------- | ---------------- | ------------------ | ------------ | -------- |
| Unión La Calera      | 0 - 3     | Cobresal         | Pueblo Nuevo       | 8 de agosto  | 10:00    |
| Unión San Felipe     | 2 - 3     | Deportes Limache | Complejo Dep. USF  | 9 de agosto  | 11:00    |
| San Luis de Quillota | 0 - 4     | Magallanes       | Municipal El Bajío | 10 de agosto | 10:30    |

### Zona Sur
| Pos. | Equipo              | Pts. | PJ | G  | E | P  | GF | GC | Dif. |  |
| ---- | ------------------- | ---- | -- | -- | - | -- | -- | -- | ---- |  |
| 1    | Deportes Temuco     | 39   | 18 | 12 | 3 | 3  | 36 | 8  | +28  |  |
| 2    | O'Higgins           | 31   | 18 | 9  | 4 | 5  | 41 | 20 | +21  |  |
| 3    | Rangers             | 31   | 18 | 9  | 4 | 5  | 31 | 24 | +7   |  |
| 4    | Deportes Concepción | 29   | 18 | 7  | 8 | 3  | 24 | 17 | +7   |  |
| 5    | Ñublense            | 23   | 18 | 6  | 5 | 7  | 27 | 24 | +3   |  |
| 6    | Curicó Unido        | 21   | 18 | 6  | 3 | 9  | 24 | 27 | −3   |  |
| 7    | Deportes Santa Cruz | 1    | 18 | 0  | 1 | 17 | 11 | 74 | −63  |  |

Actualizado a los partidos jugados el 16 de agosto de 2025.
 Fuente: ANFP y Campeonato Chileno
     Accede a los cuartos de final.

### Resultados
| Fecha 1             | Fecha 1   | Fecha 1         | Fecha 1         | Fecha 1     | Fecha 1 |
| Local               | Resultado | Visita          | Estadio         | Fecha       | Hora    |
| ------------------- | --------- | --------------- | --------------- | ----------- | ------- |
| Curicó Unido        | 1 - 3     | Rangers         | Raúl Narvaez    | 15 de marzo | 12:00   |
| Deportes Santa Cruz | 0 - 4     | Ñublense        | Pichidegua      | 15 de marzo | 17:00   |
| Deportes Concepción | 1 - 1     | Deportes Temuco | Las Golondrinas | 16 de marzo | 12:00   |
| Libre: O'Higgins    |           |                 |                 |             |         |

| Fecha 2             | Fecha 2   | Fecha 2             | Fecha 2      | Fecha 2     | Fecha 2 |
| Local               | Resultado | Visita              | Estadio      | Fecha       | Hora    |
| ------------------- | --------- | ------------------- | ------------ | ----------- | ------- |
| Ñublense            | 2 - 1     | O'Higgins           | Paso Alejo   | 22 de marzo | 10:00   |
| Deportes Temuco     | 3 - 0     | Deportes Santa Cruz | Labranza M11 | 22 de marzo | 10:00   |
| Rangers             | 1 - 1     | Deportes Concepción | Pencahue     | 23 de marzo | 12:00   |
| Libre: Curicó Unido |           |                     |              |             |         |

| Fecha 3             | Fecha 3   | Fecha 3         | Fecha 3            | Fecha 3     | Fecha 3 |
| Local               | Resultado | Visita          | Estadio            | Fecha       | Hora    |
| ------------------- | --------- | --------------- | ------------------ | ----------- | ------- |
| Deportes Santa Cruz | 3 - 3     | Rangers         | Pichidegua         | 28 de marzo | 19:00   |
| Deportes Concepción | 2 - 1     | Curicó Unido    | Las Golondrinas    | 29 de marzo | 12:00   |
| O'Higgins           | 2 - 0     | Deportes Temuco | Monasterio Celeste | 30 de marzo | 11:00   |
| Libre: Ñublense     |           |                 |                    |             |         |

| Fecha 4                    | Fecha 4   | Fecha 4             | Fecha 4             | Fecha 4     | Fecha 4 |
| Local                      | Resultado | Visita              | Estadio             | Fecha       | Hora    |
| -------------------------- | --------- | ------------------- | ------------------- | ----------- | ------- |
| Rangers                    | 1 - 2     | O'Higgins           | 18 de septiembre    | 12 de abril | 12:00   |
| Deportes Temuco            | 0 - 0     | Ñublense            | Labranza M11        | 12 de abril | 12:00   |
| Curicó Unido               | 3 - 2     | Deportes Santa Cruz | Municipal de Molina | 13 de abril | 15:00   |
| Libre: Deportes Concepción |           |                     |                     |             |         |

| Fecha 5                | Fecha 5   | Fecha 5             | Fecha 5            | Fecha 5     | Fecha 5 |
| Local                  | Resultado | Visita              | Estadio            | Fecha       | Hora    |
| ---------------------- | --------- | ------------------- | ------------------ | ----------- | ------- |
| Ñublense               | 2 - 3     | Rangers             | Nelson Oyarzún     | 16 de abril | 19:00   |
| Deportes Santa Cruz    | 1 - 2     | Deportes Concepción | Picihidegua        | 17 de abril | 10:00   |
| O'Higgins              | 1 - 2     | Curicó Unido        | Monasterio Celeste | 17 de abril | 15:00   |
| Libre: Deportes Temuco |           |                     |                    |             |         |

| Fecha 6                    | Fecha 6   | Fecha 6         | Fecha 6             | Fecha 6     | Fecha 6 |
| Local                      | Resultado | Visita          | Estadio             | Fecha       | Hora    |
| -------------------------- | --------- | --------------- | ------------------- | ----------- | ------- |
| Rangers                    | 0 - 3     | Deportes Temuco | Fortaleza Rojinegra | 27 de abril | 10:00   |
| Curicó Unido               | 1 - 1     | Ñublense        | Municipal de Lontué | 27 de abril | 15:00   |
| Deportes Concepción        | 1 - 1     | O'Higgins       | Las Golondrinas     | 27 de abril | 16:00   |
| Libre: Deportes Santa Cruz |           |                 |                     |             |         |

| Fecha 7         | Fecha 7   | Fecha 7             | Fecha 7               | Fecha 7   | Fecha 7 |
| Local           | Resultado | Visita              | Estadio               | Fecha     | Hora    |
| --------------- | --------- | ------------------- | --------------------- | --------- | ------- |
| Ñublense        | 1 - 1     | Deportes Concepción | Municipal de Coihueco | 2 de mayo | 11:00   |
| Deportes Temuco | 3 - 1     | Curicó Unido        | Labranza M11          | 3 de mayo | 10:00   |
| O'Higgins       | 7 - 1     | Deportes Santa Cruz | Monasterio Celeste    | 3 de mayo | 11:00   |
| Libre: Rangers  |           |                     |                       |           |         |

| Fecha 8             | Fecha 8   | Fecha 8         | Fecha 8            | Fecha 8    | Fecha 8 |
| Local               | Resultado | Visita          | Estadio            | Fecha      | Hora    |
| ------------------- | --------- | --------------- | ------------------ | ---------- | ------- |
| Deportes Concepción | 0 - 2     | Rangers         | Las Golondrinas    | 9 de mayo  | 12:00   |
| O'Higgins           | 4 - 1     | Ñublense        | Monasterio Celeste | 9 de mayo  | 15:00   |
| Deportes Santa Cruz | 0 - 9     | Deportes Temuco | Pichidegua         | 10 de mayo | 12:00   |
| Libre: Curicó Unido |           |                 |                    |            |         |

| Fecha 9         | Fecha 9   | Fecha 9             | Fecha 9          | Fecha 9    | Fecha 9 |
| Local           | Resultado | Visita              | Estadio          | Fecha      | Hora    |
| --------------- | --------- | ------------------- | ---------------- | ---------- | ------- |
| Deportes Temuco | 2 - 1     | O'Higgins           | Labranza M11     | 14 de mayo | 10:00   |
| Rangers         | 5 - 0     | Deportes Santa Cruz | 18 de septiembre | 14 de mayo | 12:00   |
| Curicó Unido    | 0 - 0     | Deportes Concepción | Raúl Narvaez     | 14 de mayo | 15:00   |
| Libre: Ñublense |           |                     |                  |            |         |

| Fecha 10                   | Fecha 10  | Fecha 10        | Fecha 10           | Fecha 10   | Fecha 10 |
| Local                      | Resultado | Visita          | Estadio            | Fecha      | Hora     |
| -------------------------- | --------- | --------------- | ------------------ | ---------- | -------- |
| Deportes Santa Cruz        | 0 - 3     | Curicó Unido    | Pichidegua         | 17 de mayo | 11:00    |
| Ñublense                   | 0 - 1     | Deportes Temuco | Municipal Coihueco | 17 de mayo | 12:00    |
| O'Higgins                  | 4 - 1     | Rangers         | Monasterio Celeste | 18 de mayo | 11:00    |
| Libre: Deportes Concepción |           |                 |                    |            |          |

| Fecha 11               | Fecha 11  | Fecha 11            | Fecha 11         | Fecha 11   | Fecha 11 |
| Local                  | Resultado | Visita              | Estadio          | Fecha      | Hora     |
| ---------------------- | --------- | ------------------- | ---------------- | ---------- | -------- |
| Deportes Concepción    | 4 - 1     | Deportes Santa Cruz | Las Golondrinas  | 23 de mayo | 12:00    |
| Rangers                | 1 - 1     | Ñublense            | 18 de septiembre | 25 de mayo | 11:00    |
| Curicó Unido           | 1 - 2     | O'Higgins           | ANFA Luis Hernán | 26 de mayo | 15:00    |
| Libre: Deportes Temuco |           |                     |                  |            |          |

| Fecha 12                   | Fecha 12  | Fecha 12            | Fecha 12           | Fecha 12   | Fecha 12 |
| Local                      | Resultado | Visita              | Estadio            | Fecha      | Hora     |
| -------------------------- | --------- | ------------------- | ------------------ | ---------- | -------- |
| Ñublense                   | 0 - 3     | Curicó Unido        | Paso Alejo         | 6 de junio | 13:00    |
| Deportes Temuco            | 0 - 1     | Rangers             | Labranza M11       | 7 de junio | 10:30    |
| O'Higgins                  | 2 - 1     | Deportes Concepción | Monasterio Celeste | 8 de junio | 11:00    |
| Libre: Deportes Santa Cruz |           |                     |                    |            |          |

| Fecha 13            | Fecha 13  | Fecha 13        | Fecha 13        | Fecha 13    | Fecha 13 |
| Local               | Resultado | Visita          | Estadio         | Fecha       | Hora     |
| ------------------- | --------- | --------------- | --------------- | ----------- | -------- |
| Deportes Concepción | 1 - 0     | Ñublense        | Las Golondrinas | 13 de junio | 12:00    |
| Curicó Unido        | 1 - 2     | Deportes Temuco | Raúl Narvaez    | 13 de junio | 14:00    |
| Deportes Santa Cruz | 1 - 4     | O'Higgins       | Pichidegua      | 14 de junio | 12:00    |
| Libre: Rangers      |           |                 |                 |             |          |

| Fecha 14         | Fecha 14  | Fecha 14            | Fecha 14         | Fecha 14    | Fecha 14 |
| Local            | Resultado | Visita              | Estadio          | Fecha       | Hora     |
| ---------------- | --------- | ------------------- | ---------------- | ----------- | -------- |
| Deportes Temuco  | 1 - 0     | Deportes Concepción | Labranza M11     | 20 de junio | 12:30    |
| Ñublense         | 6 - 0     | Deportes Santa Cruz | Paso Alejo       | 20 de junio | 14:30    |
| Rangers          | 2 - 0     | Curicó Unido        | 18 de septiembre | 22 de junio | 12:00    |
| Libre: O'Higgins |           |                     |                  |             |          |

| Fecha 15                   | Fecha 15  | Fecha 15        | Fecha 15             | Fecha 15   | Fecha 15 |
| Local                      | Resultado | Visita          | Estadio              | Fecha      | Hora     |
| -------------------------- | --------- | --------------- | -------------------- | ---------- | -------- |
| Rangers                    | 1 - 0     | Deportes Temuco | 18 de septiembre     | 4 de julio | 13:00    |
| Curicó Unido               | 2 - 0     | Ñublense        | Municipal de Molina  | 5 de julio | 14:00    |
| Deportes Concepción        | 1 - 1     | O'Higgins       | Municipal de Hualqui | 6 de julio | 15:00    |
| Libre: Deportes Santa Cruz |           |                 |                      |            |          |

| Fecha 16        | Fecha 16  | Fecha 16            | Fecha 16           | Fecha 16    | Fecha 16 |
| Local           | Resultado | Visita              | Estadio            | Fecha       | Hora     |
| --------------- | --------- | ------------------- | ------------------ | ----------- | -------- |
| Ñublense        | 3 - 3     | Deportes Concepción | Paso Alejo         | 11 de julio | 11:00    |
| O'Higgins       | 6 - 0     | Deportes Santa Cruz | Monasterio Celeste | 11 de julio | 12:00    |
| Deportes Temuco | 2 - 0     | Curicó Unido        | Labranza M11       | 12 de julio | 11:00    |
| Libre: Rangers  |           |                     |                    |             |          |

| Fecha 17            | Fecha 17  | Fecha 17        | Fecha 17        | Fecha 17    | Fecha 17 |
| Local               | Resultado | Visita          | Estadio         | Fecha       | Hora     |
| ------------------- | --------- | --------------- | --------------- | ----------- | -------- |
| Deportes Concepción | 0 - 0     | Deportes Temuco | Las Golondrinas | 18 de julio | 15:00    |
| Deportes Santa Cruz | 0 - 3     | Ñublense        | Pichidegua      | 18 de julio | 16:00    |
| Curicó Unido        | 2 - 3     | Rangers         | Raúl Narváez    | 19 de julio | 14:00    |
| Libre: O'Higgins    |           |                 |                 |             |          |

| Fecha 18            | Fecha 18  | Fecha 18            | Fecha 18         | Fecha 18    | Fecha 18 |
| Local               | Resultado | Visita              | Estadio          | Fecha       | Hora     |
| ------------------- | --------- | ------------------- | ---------------- | ----------- | -------- |
| Ñublense            | 1 - 0     | O'Higgins           | Paso Alejo       | 25 de julio | 12:00    |
| Rangers             | 0 - 1     | Deportes Concepción | 18 de septiembre | 25 de julio | 15:30    |
| Deportes Temuco     | 6 - 0     | Deportes Santa Cruz | Labranza M11     | 26 de julio | 10:00    |
| Libre: Curicó Unido |           |                     |                  |             |          |

| Fecha 19            | Fecha 19  | Fecha 19        | Fecha 19           | Fecha 19    | Fecha 19 |
| Local               | Resultado | Visita          | Estadio            | Fecha       | Hora     |
| ------------------- | --------- | --------------- | ------------------ | ----------- | -------- |
| O'Higgins           | 0 - 1     | Deportes Temuco | Monasterio Celeste | 1 de agosto | 11:00    |
| Deportes Concepción | 2 - 0     | Curicó Unido    | Las Golondrinas    | 1 de agosto | 12:00    |
| Deportes Santa Cruz | 0 - 1     | Rangers         | Pichidegua         | 2 de agosto | 16:00    |
| Libre: Ñublense     |           |                 |                    |             |          |

| Fecha 20                   | Fecha 20  | Fecha 20            | Fecha 20         | Fecha 20     | Fecha 20 |
| Local                      | Resultado | Visita              | Estadio          | Fecha        | Hora     |
| -------------------------- | --------- | ------------------- | ---------------- | ------------ | -------- |
| Curicó Unido               | 2 - 1     | Deportes Santa Cruz | Raúl Narvaez     | 8 de agosto  | 12:30    |
| Deportes Temuco            | 2 - 0     | Ñublense            | Labranza M11     | 9 de agosto  | 12:30    |
| Rangers                    | 2 - 2     | O'Higgins           | 18 de septiembre | 10 de agosto | 12:00    |
| Libre: Deportes Concepción |           |                     |                  |              |          |

| Fecha 21               | Fecha 21  | Fecha 21            | Fecha 21           | Fecha 21     | Fecha 21 |
| Local                  | Resultado | Visita              | Estadio            | Fecha        | Hora     |
| ---------------------- | --------- | ------------------- | ------------------ | ------------ | -------- |
| Deportes Santa Cruz    | 1 - 3     | Deportes Concepción | Pichidegua         | 14 de agosto | 15:30    |
| Ñublense               | 2 - 1     | Rangers             | Paso Alejo         | 15 de agosto | 12:30    |
| O'Higgins              | 1 - 1     | Curicó Unido        | Monasterio Celeste | 16 de agosto | 10:00    |
| Libre: Deportes Temuco |           |                     |                    |              |          |

## Tabla de Promedios
| Pos. | Equipo               | Pts. | PJ | Prom. |
| ---- | -------------------- | ---- | -- | ----- |
| 1.º  | Magallanes           | 48   | 20 | 2.40  |
| 2.º  | Cobresal             | 45   | 20 | 2.25  |
| 3.º  | Deportes Temuco      | 39   | 18 | 2.17  |
| 4.º  | Cobreloa             | 31   | 16 | 1.94  |
| 5.º  | O'Higgins            | 31   | 18 | 1.72  |
| 6.º  | Rangers              | 31   | 18 | 1.72  |
| 7.º  | Deportes Limache     | 34   | 20 | 1.70  |
| 8.º  | Deportes Concepción  | 29   | 18 | 1.61  |
| 9.º  | Deportes La Serena   | 22   | 16 | 1.38  |
| 10.º | Deportes Antofagasta | 21   | 16 | 1.31  |
| 11.º | Ñublense             | 23   | 18 | 1.28  |
| 12.º | San Luis de Quillota | 25   | 20 | 1.25  |
| 13.º | Deportes Copiapó     | 19   | 16 | 1.19  |
| 14.º | Curicó Unido         | 21   | 18 | 1.17  |
| 15.º | San Marcos de Arica  | 16   | 16 | 1.00  |
| 16.º | Unión San Felipe     | 9    | 20 | 0.45  |
| 17.º | Unión La Calera      | 8    | 20 | 0.40  |
| 18.º | Deportes Santa Cruz  | 1    | 18 | 0.06  |

     Accede a la Fase Final.
     Clasificados a Fase Final por ganar su Grupo.

## Fase Final
Para esta fase final, se clasificaron un total de 8 equipos. Las lideres de cada zona y los 5 mejores clubes en la tabla promedios que no hayan sido lideres. 

### Clasificadas
| 1° Zona Norte  | Cobreloa        |
| 1° Zona Centro | Magallanes      |
| 1° Zona Sur    | Deportes Temuco |

| 1° Tabla Promedios | Cobresal            |
| 2° Tabla Promedios | O'Higgins           |
| 3° Tabla Promedios | Rangers             |
| 4° Tabla Promedios | Deportes Limache    |
| 5° Tabla Promedios | Deportes Concepción |

### Cuadro
|  | 4.tos de Final      | 4.tos de Final | 4.tos de Final |  |  | Semifinal | Semifinal  | Semifinal |  |  | Final | Final | Final |  |
|  |                     |                |                |  |  |           |            |           |  |  |       |       |       |  |
|  |                     |                |                |  |  |           |            |           |  |  |       |       |       |  |
|  | Cobreloa            |                |                |  |  |           |            |           |  |  |       |       |       |  |
|  |                     |                |                |  |  |           |            |           |  |  |       |       |       |  |
|  | O'Higgins           |                |                |  |  |           |            |           |  |  |       |       |       |  |
|  |                     |                |                |  |  |           |            |           |  |  |       |       |       |  |
|  |                     |                |                |  |  |           |            |           |  |  |       |       |       |  |
|  |                     |                |                |  |  |           |            |           |  |  |       |       |       |  |
|  | Magallanes          |                |                |  |  |           |            |           |  |  |       |       |       |  |
|  |                     |                |                |  |  |           |            |           |  |  |       |       |       |  |
|  | Rangers             |                |                |  |  |           |            |           |  |  |       |       |       |  |
|  |                     |                |                |  |  |           |            |           |  |  |       |       |       |  |
|  |                     |                |                |  |  |           |            |           |  |  |       |       |       |  |
|  |                     |                |                |  |  |           |            |           |  |  |       |       |       |  |
|  | Deportes Temuco     |                |                |  |  |           |            |           |  |  |       |       |       |  |
|  |                     |                |                |  |  |           |            |           |  |  |       |       |       |  |
|  | Deportes Limache    |                |                |  |  |           |            |           |  |  |       |       |       |  |
|  |                     |                |                |  |  |           | 3.er Lugar |           |  |  |       |       |       |  |
|  |                     |                |                |  |  |           |            |           |  |  |       |       |       |  |
|  |                     |                |                |  |  |           |            |           |  |  |       |       |       |  |
|  | Cobresal            |                |                |  |  |           |            |           |  |  |       |       |       |  |
|  |                     |                |                |  |  |           |            |           |  |  |       |       |       |  |
|  | Deportes Concepción |                |                |  |  |           |            |           |  |  |       |       |       |  |
|  |                     |                |                |  |  |           |            |           |  |  |       |       |       |  |
|  |                     |                |                |  |  |           |            |           |  |  |       |       |       |  |